# Gurania subumbellata
Gurania subumbellata là một loài thực vật có hoa trong họ Cucurbitaceae. Loài này được (Miq.) Cogn. mô tả khoa học đầu tiên năm 1876.